# Fremdgehen (Film)
Fremdgehen ist ein deutscher Fernsehfilm aus dem Jahr 2010. Regie führte Jeanette Wagner, die auch das Drehbuch schrieb.

## Handlung
Der verheiratete Rechtsanwalt Nikolas Merz hat ein Verhältnis mit der Türkin Meryem, die in seiner Kanzlei als Putzfrau arbeitet. Eines Tages verlässt er seine Frau Lilith, weil er mit Meryem zusammenziehen will. Die hat aber Angst, dass ihr Mann Rohad in dem Fall den gemeinsamen Sohn Baran in die Türkei entführen würde, und will ihn deshalb nicht verlassen. Nachdem Rohad hinter die Affäre gekommen ist und Nikolas bedroht, verlässt sie ihn aber doch.
Als Meryem eine Fehlgeburt erleidet und ins Krankenhaus muss, erreicht sie Nikolas nicht und ruft Rohad um Hilfe. So treffen beide Männer in der Klinik aufeinander. Auf der Rückfahrt hält Rohad an, zerrt Nikolas aus dem Wagen und schlägt ihn zu Boden. Daraufhin erschlägt Nikolas Rohad mit einem Stein, den er vom Boden aufgesammelt hat.
Nikolas meldet den Vorfall bei der Polizei und wartet im Haus mit Lilith, der er zwischenzeitlich wieder näher gekommen ist, auf seine Verhaftung. Beide träumen während des Wartens von einer Reise. Währenddessen fährt die Polizei vor.

## Hintergrund
Fremdgehen wurde in Ludwigshafen gedreht und erstmals am 20. Dezember 2010 im ZDF ausgestrahlt.

## Rezeption
Lena Bopp von der Frankfurter Allgemeinen Zeitung beurteilte den Film als „einfühlsam und nah an der Wahrheit“ und lobte die schauspielerische Leistung der Hauptdarsteller Thomas Sarbacher und Antje Schmidt.
Rainer Tittelbach befand, Fremdgehen sei „der ideale Film, die eigene Winter-Depression zu pflegen.“